# Ішуткін Микола Іванович
Микола Іванович Ішуткін (28 травня 1954, Сімкіно Великоберезниківського району Мордовії) — ерзянський поет та журналіст. Головний редактор ерзянського дитячо-юнацького журналу «Чилисема». Заслужений працівник культури Республіки Мордовія (1999).

## Біографічні відомості
Ішуткін народився 28 травня 1954 року в селі Сімкіно Великоберезниківського району Мордовії в сім'ї вчителя та колгоспниці.  1971 закінчив середню школу сусіднього села Шугурово, після чого вступив на філологічний факультет Мордовського державного університету імені Огарьова. Після закінчення університету працював кореспондентом, старшим кореспондентом, завідувачем відділу в газеті «Эрзянь правда».
1984 брав участь у VIII Всесоюзній нараді молодих письменників. 1987  став головним редактором ерзянського дитячо-юнацького журналу «Чилисема». У 1989—1991 роках заочно навчався на відділені журналістики Московського соціально-політичного інституту. 1995 став членом Союзу письменників РФ.

## Творчість
Почав писати вірші у студентські роки. 1973  опублікував перші вірші ерзянською мовою «Од пора» і «Килейне» в журналі «Сятко». Під час роботи в газеті «Эрзянь правда» продолжив активну творчу діяльність. Був членом літературного об'єднання «Тештине», яке очолював ерзянський поет і письменник Ввсілій Радаєв.
1989  Ішуткін випустив першу збірку віршів «Валскень теште» («Ранкова зірка»). В тому ж році вийшла його перша збірка віршів московською мовою «Пейзаж души» («Пейзаж душі»).
Ішуткін є автором дитячих віршів, які він публікує в журналах «Сятко» и «Чилисема». 1994 вийшла збірка віршів для дітей «Ютко шкасто» («В часи дозвілля»), що також включала в собі різноманітні ігри, головоломки, гумор.

## Нагороди та премії
- Відмінник друку СРСР
- Заслужений працівник культури Республіки Мордовія (1999)